# Chrysopa climacia
Chrysopa climacia är en insektsart som beskrevs av Navás 1935. Chrysopa climacia ingår i släktet Chrysopa och familjen guldögonsländor. Inga underarter finns listade i Catalogue of Life.